# Apoplast

De apoplastische en symplastische transporten

De apoplast is een ruimte in de plant waar passieve, niet selectieve diffusie van stoffen plaatsvindt. De oude definitie is: de apoplast omvat alle celwanden en de intercellulaire ruimten.
Dwars door de apoplast vinden transporten plaats van water en voedingstoffen.
In de apoplast worden ook (reserve)stoffen opgeslagen.
In plantenwortels vormt de schede van Caspary een blokkade voor het transport naar de centrale cilinder en is alleen symplastisch transport mogelijk, selectief transport door het cytoplasma van de cel.
De apoplast is belangrijk voor alle uitwisselingen van de plant met de omgeving. Zo moet koolstofdioxide uit de lucht eerst via de huidmondjes in de apoplast opgenomen worden alvorens het via de celmembraan kan diffunderen in het cytoplasma, de symplast, van de cel, waarna het in de chloroplasten tijdens de fotosynthese wordt gebruikt voor de vorming van koolhydraten. In de wortels diffunderen ionen eerst in de apoplast van de rhizodermis om vervolgens in de symplast te komen of in sommige gevallen opgenomen worden door specifieke ionkanalen. Vervolgens komen ze in de sapstroom, die volledig via de apoplast gaat. Ook plantenhormonen passeren de apoplast en vindt door de apoplast onderlinge celcommunicatie plaats. Zo diffunderen bij een oxidatieve stress de waterstofperoxide en superoxide anionen in de apoplast en worden waarschuwingssignalen naar de buurcellen gestuurd. Een plaatselijke alkalisatie van de apoplast door stress kan binnen enkele minuten via het xyleem een signaal door de gehele plant sturen.